# Fortune (groupe français)
Fortune est un groupe de synthpop français, originaire de Paris. Formé en 2007, ils comptent un album studio et quatre EP. 

## Biographie
Le groupe se constitue sur les cendres du groupe Abstrackt Keal Agram (AKA), autour du compositeur et interprète Lionel Pierres. Pierre Lucas, déjà présent sur scène à l'époque d'Abstrackt Keal Agram (duo formé par Lionel Pierres et Tanguy Destable alias Tepr), rejoint tout naturellement le groupe en occupant le poste de clavier. Hervé Loos, batteur strasbourgeois, rejoint le projet au moment de la transposition live d'AKA en 2006. François de Miomandre et Pierrick Devin (alias 25 Hours a Day) complètent le groupe. 
Très vite, le groupe signe sur le label parisien Disque Primeur (Adam Kesher, Dabaaz, Fancy, Cuizinier, A-Trak). Ils y signent fin 2007 leur acte de naissance avec un premier maxi éponyme. Sur ce maxi figure le titre Bully qui a rapidement un fort écho dans le milieu underground français. Ils entrent également en contact avec le label anglais Distiller qui les signera 3 ans plus tard à la sortie de leur premier album Staring at the Ice Melt. Entre-temps, Fortune écume les salles parisiennes (Fléche d'or, Élysée Montmartre, Nouveau Casino), effectuant une petite tournée post album en France et en Angleterre qui leur permet de partager la scène avec Friendly Fires, Caribou, VV Brown ou Poni Hoax.
Le groupe remixera par ailleurs quelques artistes et groupes tels que Cascadeur, Pony Pony Run Run, Axe Riverboy, Phoenix, Rubin Steiner, Adam Kesher et se verra remixé par des artistes tels que M83, James Pants, DJ Eli Escobar ou DJ Sega ou encore Yelle (pour qui Fortune a également réalisé une reprise).
L'album Staring at the Ice Melt est achevé au début de 2009, et est précédé par la sortie des singles Highway et Bully (dans une seconde version). Fortune décide alors de retourner en studio afin d'y enregistrer deux nouveaux morceaux : Under the Sun et Pretend, morceau qui ne figurera pas sur la version finale de Staring at the Ice Melt mais qui sera régulièrement joué sur scène.
L'album sort à la fin de mars 2010 et est produit et réalisé en collaboration avec Stéphane Briat (aussi producteur ou mixeur pour Adam Kesher, ou Lilly Wood and the Prick). Staring at the Ice Melt est bien accueilli par les médias (Les Inrockuptibles 20 Minutes) et soutenu par Thomas Mars, chanteur du groupe Phoenix, ainsi que le groupe Yelle ou encore l'acteur et réalisateur Mathieu Amalric qui réalise le clip de Under the Sun.
Ils enchainent alors immédiatement sur une tournée qui les fera voyager en France et en Angleterre, mais aussi en Irlande, Espagne, Suisse, Allemagne. Ils partageront notamment l'affiche avec les Anglais de Does It Offend You, Yeah? lors d'une tournée anglaise et joueront aux festivals des Vieilles Charrues, Rock en Seine, Calvi On the Rocks, Great Escape, ainsi que dans la prestigieuse salle du KOKO à Londres lors d'une soirée club NME. La tournée s'achève au début de l'année 2011 parallèlement à la sortie du clip d'Under the Sun réalisé par Mathieu Amalric. Le groupe travaille depuis sur son deuxième album. C'est en 2013 que sort leur deuxième album Blackboard, qui mélange les genres allant de la new wave british des années 80 et la pop contemporaine.  

## Influences
Les quatre membres de Fortune viennent tous d'univers musicaux différents. Pierre Lucas a été élevé au biberon aux harmonies complexes de L'Homme à tête de chou de Serge Gainsbourg avant de se tourner vers le deejaying hip hop et soul. Hervé Loos est un grand fan de métal (de Metallica à AC/DC). Vincent Brulin voue un culte à John Lennon et Stevie Wonder. Lionel Pierres a découvert la musique avec Michael Jackson avant de s'intéresser à la scène indie américaine des années 90 (Pavement, Sonic Youth). Mais ils se retrouvent tous autour d'influences communes tel que David Bowie, Daft Punk, Nirvana, Michael Jackson ou Human League.